# Clădirea Parlamentului Republicii Moldova
Clădirea Parlamentului Republicii Moldova este o clădire cu destinație administrativă situată pe Bulevardul Ștefan cel Mare și Sfânt din municipiul Chișinău, capitala Republicii Moldova. În prezent, aici se află sediul Parlamentului Republicii Moldova.

## Istoric
Clădirea care găzduiește în prezent Parlamentul Republicii Moldova a fost construită între anii 1973-1976, avându-i ca autori pe arhitecții Alexandr Cerdanțev și Grigori Bosenco. Proiectată de la început ca edificiu cu profil administrativ cu scopul de a găzdui Comitetul Central al Partidului Comunist al RSSM, această clădire a fost pregătită la începutul anilor '90 ai secolului al XX-lea, fără modificări esențiale, pentru amplasarea aparatului Președinției Republicii Moldova. 
Acest edificiu este o construcție monolită, turnată în beton armat, având fațada fețuită cu plite de cotileț și de granit roz iar soclul fețuit cu plite din marmură și granit roșu. Clădirea are forma unei „cărți deschise”, cele două „aripi” ale ei fiind unite de partea centrală a clădirii, unde predomină ritmurile verticale a 4 piloni-pilaștri înălțați la altitudinea totală a edificiului. Deasupra intrării centrale este amplasat textul cu denumirea instituției: „Parlamentul Republicii Moldova”, cu litere turnate în metal. Pe firmamentul clădirii Parlamentului, în august 2016, a fost instalată Stema de Stat a Republicii Moldova. Lucrarea a fost executată timp de 2 ani, fiind confecționată din alamă, un aliaj de zinc și cupru care cântărește peste 600 kg.
În interior, cabinetele de lucru sunt repartizate doar în partea clădirii ce dă spre Bulevardul Ștefan cel Mare și Sfânt, iar sala de ședințe a Parlamentului este situată în partea opusă bulevardului.

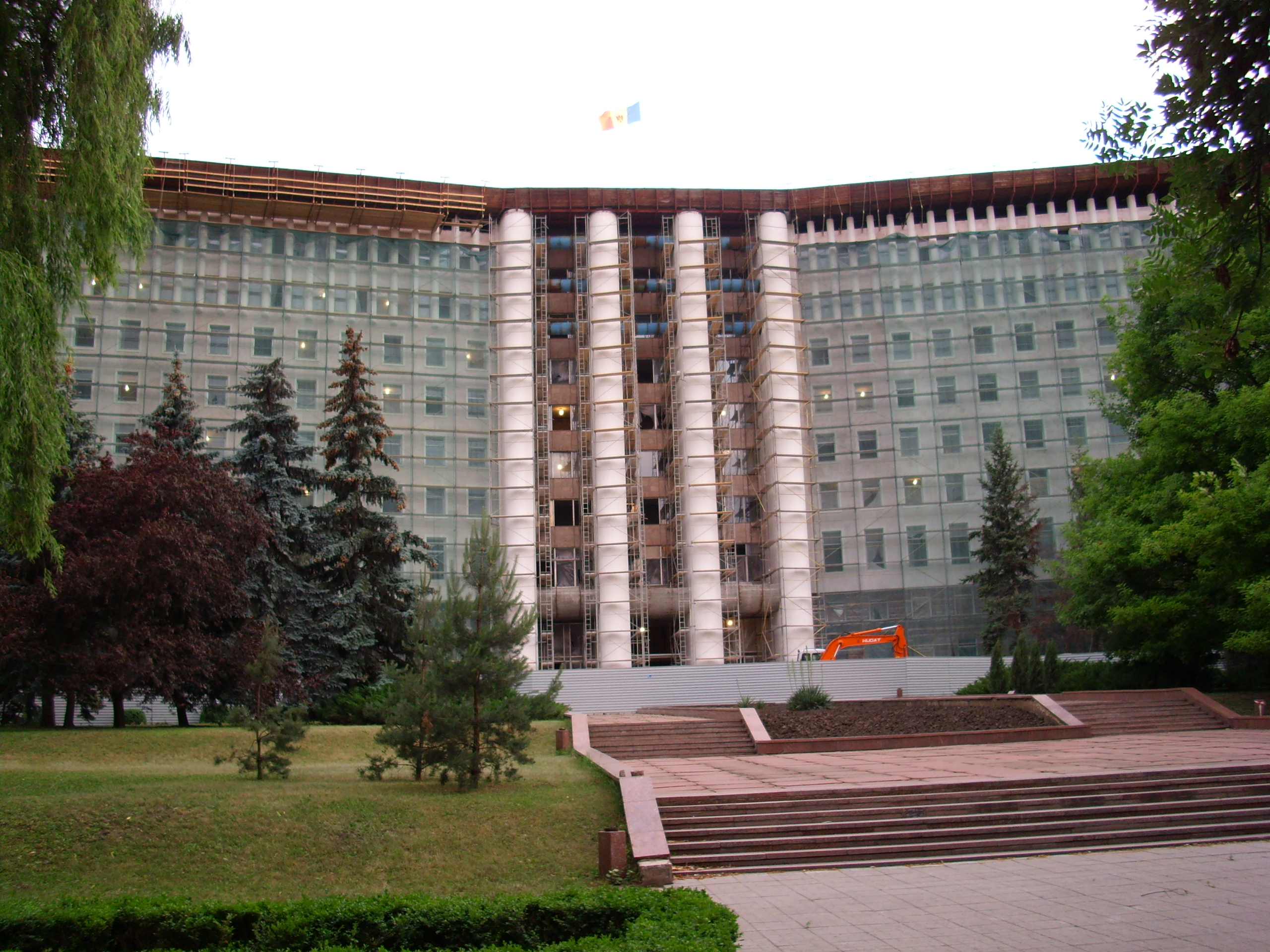
Clădirea în iunie 2009, în proces de reparație

În timpul protestelor de la 7 aprilie 2009, clădirea Parlamentului Republicii Moldova a fost devastată de protestatari. Reparația ei a început în 2009, dar a fost oprită un an mai târziu din lipsă de bani. Lucrările au fost reluate în 2012, fiind finalizate la sfârșitul anului 2016. Complexul clădirilor Parlamentului Republicii Moldova a fost extins până la 4 blocuri, dintre care unul nou, cu 5 nivele, construit în spatele edificiului de bază. De asemenea, a fost extinsă sala de ședințe plenare; au fost proiectate birourile conselierilor deputaților, birourile fracțiunilor, o cantină, lifturi noi și o sală de conferințe.
Sala de ședințe plenare a Parlamentului este arena legislativă principală de dezbateri politice, este locul unde Parlamentului își îndeplinește misiunea de bază - adoptarea legilor. Sala are o suprafață totală de 300 m2, cu o capacitate de 190 de locuri. Sala este compartimentată în zona pentru cei 101 deputați ai Parlamentului Republicii Moldova și zona pentru invitați, inclusiv din Guvern, Secretariat, corpul diplomatic, vizitatori, consilieri. Au fost amenajate în partea de sus a sălii cabine destinate traducătorilor care asigură traducerea simultană a dezbaterilor în plenul Parlamentului. Alte cabine sunt pentru înregistrarea și transmiterea imaginilor și sunetului din sala de plen către sala de conferințe, cu proiectarea ședinței în spațiile publice ale Parlamentului.
Sala Europa a fost inaugurată pe data de 23 septembrie 2016, iar prima ședință în această sală a fost cea a Consiliului Parlamentar pentru Integrare Europeană. Aici au loc diverse ședințe lărgite, prezentări de carte, reuniuni la nivel înalt, ședințe de lucru atât la nivel național, cât și internațional. Evenimentele care au loc în sala Europa sunt transmise live prin intermediul canalelor de comunicare ale Parlamentului Republicii Moldova.
Sala de conferințe de presă situată la etajul 2 al cădirii, este un spațiu de lucru pentru jurnaliștii acreditați la Parlament. Transmisiunile sunt asigurate de la pupitrul de regie situat în imediata apropiere a sălii de ședințe, iar imaginile sunt captate cu ajutorul a 6 camere video instalate în sala de ședințe a parlamentului. Sala este dotată cu toate utilitățile necesare pentru organizarea și desfășurarea unor conferințe de presă, declarații sau prezentări.
Muzeul Parlamentului a fost inaugurat la 23 mai 2017, de Ziua Parlamentului Republicii Moldova. Printre exponate se regăsesc documente, cărți, fotografii, suvenire, cadouri protocolate etc. Vizitatorii muzeului au ocazia să cunoască detalii din istoria instituției, admirând expozițiile cu caracter permanent, temporar sau vizionând aici scurte secvențe video despre Parlament.

## Galerie de imagini

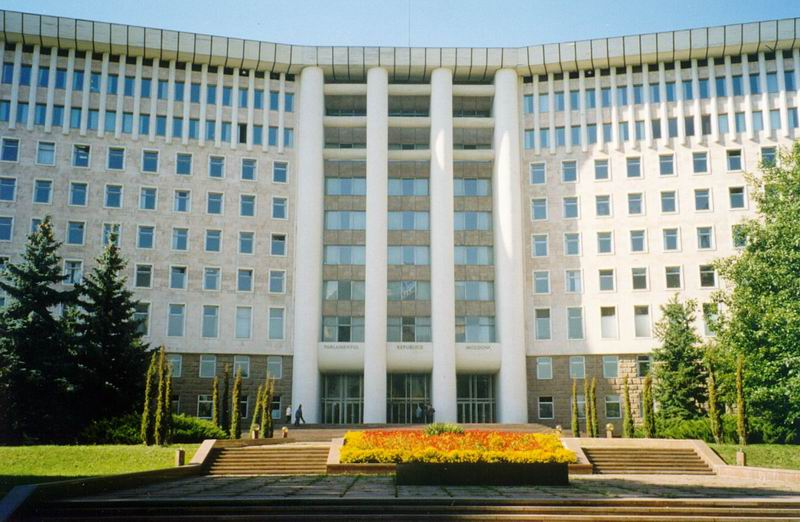